# 奧夫特林根

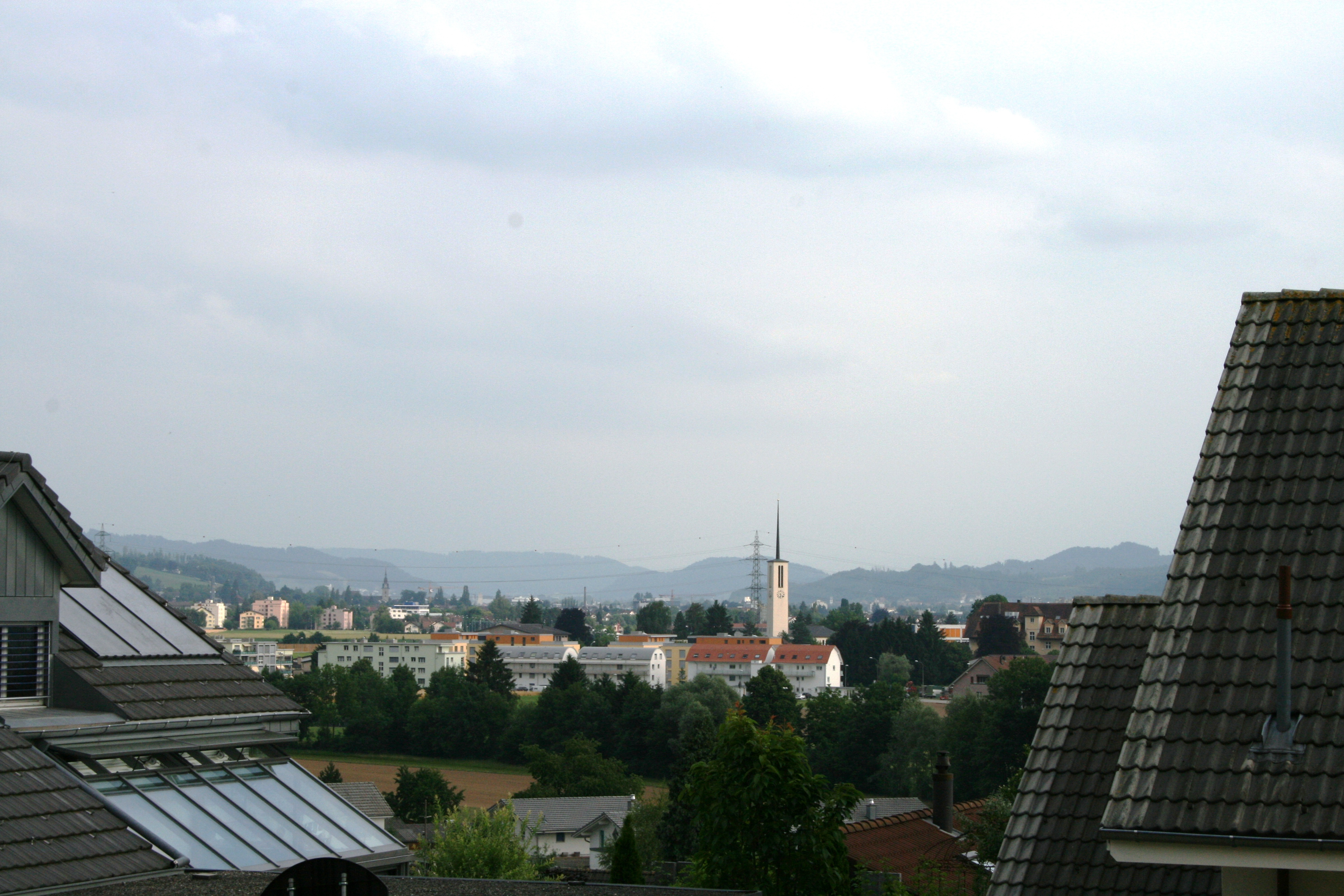

奧夫特林根（Oftringen）是瑞士的城鎮，位於該國北部，由阿爾高州負責管轄，面積12.85平方公里，海拔高度419米，該地區自中石器時代有人類居住，2011年人口12,618，其中四成居民信奉基督教。